# Йохан Якоб фон Ламберг
Йохан Якоб фон Ламберг (на немски: Johann Jakob von Lamberg; Johann Jakob von Lamberg, Freiherr von Ortenegg und Ottenstein; * 27 март 1561; † 7 февруари 1630, Щрасбург) е като Йохан VII епископ на Гурк (1603 – 1630) в Каринтия и на Ламберг.

## Произход и духовна кариера
Той е от благородническата фамилия Ламберг от Каринтия и Крайна. Син е на фрайхер Зигизмунд фон Ламберг (1536 -1619), главен ландщалмайстер в Крайна, и първата му съпруга Зигуна Елеонора Фугер фон Кирхберг-Вайсенхорн (1541 – 1576), дъщеря на граф Йохан Якоб Фугер фон Кирхберг и Вайсенхорн (1516 – 1575) и Урсула фон Харах (1522 – 1554). Брат му Карл фон Ламберг († 1612) е архиепископ на Прага (1607 – 1612). Братовчед е на Йохан Георг фон Херберщайн († 1663), епископ на Регенсбург, и племенник на Кристоф фон Ламберг († 1579), епископ на Зекау.
Йохан Якоб получава строго католическо възпитание и на петнадесет години става катедрален домицелар в Залцбург. През 1578 г. става домхер и е изпратен в „Collegium Germanicum“ в Рим. След следването на философия и теология той се връща в родината си и на 1 май 1585 г. в Пасау е ръкоположен за свещеник и става каноник в катедралата.
През 1587 г. Ламберг отива в Рим. През 1597 г. император Рудолф II го изпраща отново в Рим, за да се грижи за избора на ерцхерцог Леополд за „коадютор“ на Пасау. На 25 февруари 1603 г. е избран за епископ на Гурк и е помазан на 28 септември 1603 г. През 1613 г. ерцхерцог Фердинанд, по-късният император Фердинанд II го прави щатхалтер и президент на дворцовата камера на вътрешно-австрийското правителство в Грац. Понеже дълго е извън диоцезата си и различни интриги и високите му разходи за двора му в Грац, той моли император Фердинанд II през 1621 г. да го освободи от тази служба.
Йохан Якоб фон Ламберг умира след 26 години като епископ на Гург на 7 февруари 1630 г. в резиденцията си в Щрасбург и е погребан пред „олтара на Мария“ близо до „Хайлигкройцкапелата“ в църквата „Св. Николай“ в Щрасбург.